# T.C. Boyle
T.C. Boyle, właśc. Thomas Coraghessan Boyle (ur. 2 grudnia 1948 w Peekskill) – amerykański pisarz, profesor języka angielskiego na Uniwersytecie Południowej Kalifornii.

## Życiorys

### Młodość
Dorastał w Peekskill w stanie Nowy Jork. Pierwotnie miał na drugie imię John, zmienił je jednak na Coraghessan (po przodku swojej matki), gdy miał 17 lat. Otrzymał licencjat z języka angielskiego i historii w 1968 roku na Uniwersytecie Stanu Nowy Jork w Potsdam.

### Literatura
Wiele powieści i opowiadań Boyle’a porusza tematykę pokolenia wyżu demograficznego, jego życie, radości i uzależnienia. Jego tematy, takie jak często błędne wysiłki męskiego bohatera i zgrabny urok antybohatera, pojawiają się obok brutalnej satyry, humoru i realizmu. Jego pisarstwo bada również bezwzględność i nieprzewidywalność natury. Jego powieści to: Descent of Man (1979), Greasy Lake (1985), If the River was Whiskey (1989), a także Without a Hero (1994). Później opublikował także Riven Rock, A Friend of the Earth oraz Drop City. Prócz tego jest autorem około stu opowiadań. Boyle jest laureatem licznych nagród literackich, między innymi PEN Faulkner Award za Worlds End (1987) i PEN Malamud Award for Excellence w 1999 roku. W 2019 zapowiedział wydanie kolejnej powieści, Outside Looking In.

## Życie prywatne
Jest żonaty z Karen Kvashay. Mają troje dzieci i mieszkają w Montecito niedaleko Santa Barbara, w Kalifornii. Ich dom był zagrożony w pożarze w 2017 roku. Boyle obszernie dokumentował zarówno katastrofy na swojej stronie internetowej, jak i dodatkowo w artykule dla magazynu The New Yorker.
Boyle powiedział, że Gabriel García Márquez jest jego ulubionym powieściopisarzem. Jest także fanem twórczości takich pisarzy jak Flannery O’Connor czy Robert Coover.